# 连姆·艾肯
连姆·艾肯（Liam Aiken，1990年1月7日—）是一名曾在多部影片担任过主角的美国演员。其比较有名的作品有，和《雷蒙·斯尼奇的不幸历险》。

## 传记

### 早期生活
连姆·艾肯出生在纽约的曼哈顿，是比尔·艾肯的独生子。连姆·艾肯的父亲是MTV电视台的制片人，她的母亲Moya Aiken是美籍的爱尔兰人。连姆的初次登台是在他七岁时在百老汇中演出A Doll's House，然后他的第一部电影是在1997年的《Henry Fool》中饰演Ned Grim。为了获得大学学业筹备资金,她的母亲十分鼓励他成为一名演员。同时连姆·艾肯也十分喜爱表演。所以他决定继续演下去。

### 演艺生涯
连姆·艾肯扮演的第一个重要角色是在《继母》中的本·哈里斯。他在2002年的《毁灭之路》又再次成为了汤姆·汉克斯的儿子。他在1998年拒绝了在电影《第六感》中扮演主角科尔·希尔，因为他的母亲认为这部电影对他来说年龄还太小，于是《第六感》中的科尔·希尔最终由海利·乔·奥斯蒙扮演。他在2003年电影中扮演欧文·贝克。那时他第一次在电影中扮演男主角。曾被克里斯·哥伦布相中并考虑饰演哈利·波特这一角色，但是不幸的是因连姆·艾肯不是英国人而最终没有获得这一角色。于是哈利·波特这一角色最终由丹尼尔·拉德克利夫扮演。连姆于2004年在电影《雷蒙·斯尼奇的不幸历险》中扮演了一个12岁的天才男孩克劳斯·波特莱尔。

### 个人生活
连姆·艾肯于2008年在Dwight-Englewood School毕业。喜爱朋克音乐,弹奏吉他。他立志成为像Tom Morello一样的吉他手。他曾是康涅狄格圣利瓦伊乐队的主吉他手和歌手。他的第一只宠物狗是一只意大利格雷伊猎犬，名叫 Kes。

## 作品
| 媒介        | 名称                             | 年份 | 饰演角色        | 导演            |
| ----------- | -------------------------------- | ---- | --------------- | --------------- |
| 舞台/百老汇 | A Doll's House                   | 1997 | 博比·海耳默尔   | 安东尼·佩奇     |
| 电影        | Henry Fool                       | 1997 | Ned Grim        | Hal Hartley     |
| 电影        | The Object of My Affection       | 1998 | Nathan          | Nicholas Hytner |
| 电视        | Law and Order                    | 1998 | 捷克·爱立信     | 多导演          |
| 电影        | 《继母》                         | 1998 | 本·哈里斯       | 克里斯·哥伦布   |
| 电影        | 《非洲之梦》                     | 2000 | 小伊曼纽尔      | Hugh Hudson     |
| 电影        | 《甜蜜的十一月》                 | 2001 | Abner           | 帕特·欧·康诺尔  |
| 电影        | 《The Rising Place》             | 2001 | Emmett Wilder   | Tom Rice        |
| 电影        | 《毁灭之路》                     | 2002 | 彼得·奥苏利文   | Sam Mendes      |
| 电视        | 《Law & Order: Criminal Intent》 | 2002 | Robbie Bishop   | Frank Prinzi    |
| 电影        | 《》                             | 2003 | 欧文·贝克       | John Hoffman    |
| 电影        | 《雷蒙·斯尼奇的不幸历险》        | 2004 | 克劳斯·波特莱尔 | 布莱德·谢尔伯林 |
| 电影        | Fay Grim                         | 2006 | Ned Grim        | Hal Hartley     |
| 电视        | Law & Order                      | 2007 | Tory Quinlann   | Various         |
| 电影        | Airborn                          | 2008 | Matt Cruse      |                 |